# Dornier Do R
Die Dornier Do R Superwal war das erste große Flugboot, das von Dornier in Deutschland nach dem Ersten Weltkrieg gebaut werden konnte. Im Aufbau ähnelte sie den erfolgreichen Wal-Flugbooten, die Dornier seit 1922 in Italien bauen ließ. Am 30. September 1926 flog der erste Superwal; insgesamt wurden 19 Maschinen gebaut. Fast alle Superwale kamen im zivilen Luftverkehr zum Einsatz.

## Typenübersicht Do R
- R2 – Erprobungsversion mit zwei Motoren
  - R2 Ras – mit Rolls-Royce-Condor-III-Motoren (zwei Stück gebaut)
  - R2 Pas – mit Packard-3A-2500-Motoren (ein Stück gebaut)
- R4 – Serienversion mit vier Motoren in zwei Tandem-Paaren.
  - R4 Gas – mit Gnome-et-Rhône-Jupiter-Motoren (zwei Stück gebaut)
  - R4 Nas – mit Napier-Lion-Motoren (zwei Stück gebaut)
  - R4 Sas – mit Siemens-Jupiter-Motoren (zehn Stück gebaut)
  - R4 Cas – mit Pratt & Whitney-Hornet-Motoren (zwei Stück gebaut)

## Dornier R 2 Superwal

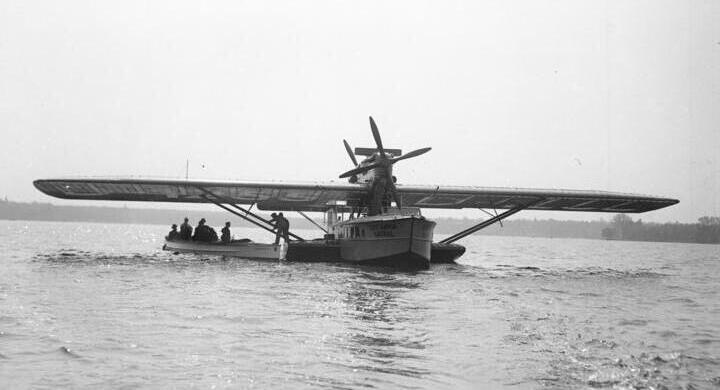
Narwal. Berlin, 1928

Am 30. September 1926 flog die in Manzell fertiggestellte erste R 2 Superwal D-1115, ein abgestrebter Hochdecker mit den für Dornier-Flugboote typischen Flossenstummeln und zwei 650-PS-Rolls-Royce Condor-III-Motoren in einer Tandemgondel auf der Tragfläche. Die Maschine ging an die Severa und tat später Dienst bei der DVS in List, beides Tarnorganisationen des Deutschen Reiches, um militärische Flugzeugentwicklungen trotz der Beschränkungen des Versailler Vertrags vorzubereiten. 
1927 folgten ebenfalls für die Severa D-1255, die als „Narwal“ gelegentlich auch von der Lufthansa eingesetzt wurde, und D-1385, die 800-PS-Packard-Motoren erhielt und im November 1936 als letzter R 2-Superwal außer Dienst gestellt wurde.

## Dornier R 4 Superwal
Der erste viermotorige Superwal flog um den Oktober 1927 erstmals. Zwischen dem 20. Januar und dem 5. Februar 1928 errang der Dornier-Chefpilot Richard Wagner vor Friedrichshafen mit einer R4 Gas Superwal zwölf Weltrekorde für Seeflugzeuge. Die mit vier 480 PS leistenden Gnome-et-Rhône-Jupiter-Motoren in zwei Tandemgondeln ausgerüstete Maschine flog zuerst mit einer Nutzlast von 4000 kg 100 km in 209,546 km/h. Am 23. Januar wurde ein Höhenrekord von 2845 m bei gleicher Nutzlast aufgestellt, und es folgten – wieder mit gleicher Nutzlast – Geschwindigkeitsrekorde über 500 km mit 179,416 km/h und über 1000 km mit 177,279 km/h, wobei gleichzeitig für 4000 kg Nutzlast ein Distanzrekord auf geschlossenem Kurs von 1000,160 km und ein Dauerrekord von 6:01:56 h erreicht wurden. Da diese Leistungen zum Teil auch Bestleistungen für geringere Nutzlasten waren, konnten Dornier und der Motorenkonstrukteur Bristol mit zwölf Weltrekorden werben.

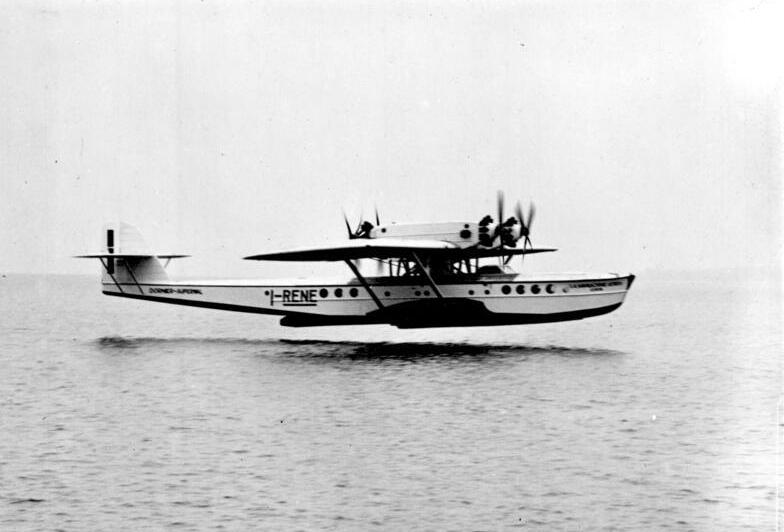
SANA-Superwal I-RENE

Die Weltrekordmaschine und elf weitere Superwale mit Gnome-et-Rhône-Jupiter-Motoren (R4 Gas) bzw. 525-PS-Siemens-Jupiter-Motoren (R4 Sas) wurden 1928/29 an die Società Anonima Navigazione Aerea (SANA) (6) und an die Lufthansa ausgeliefert. Die SANA setzte ihre sechs Superwale auf ihren Linien an der italienischen Westküste und nach Spanien ein. Drei Maschinen gingen verloren. Der Superwal I-RUDO wurde 1934 an das Luftfahrtministerium abgegeben und blieb als letzter Superwal – inzwischen mit Isotta-Fraschini-Asso-500-Motoren ausgerüstet – in Italien im Dienst.
Die Lufthansa setzte im Juli 1928 den Superwal D-1447 Graf Zeppelin erstmals auf der Linie Lübeck–Kopenhagen–Oslo unter Flugkapitän Horst Merz ein. Es folgten die Superwale D-1500 Eckener, später Blauwal, D-1761 Rügen und D-1774 Fehmarn, die auch auf der Linie nach Stockholm und im Seebäderdienst eingesetzt wurden. Fraglich ist, ob auch D-1782 Usedom? und D-1785 von der Lufthansa genutzt wurden. Schon im Sommer 1932 endete der Einsatz der Superwale bei der Lufthansa, da sich die Maschinen nicht bewährten. Für das Passagieraufkommen auf den Ostseelinien waren sie zu groß, und ihre Reichweite befriedigte auch nicht. Bereits 1930 waren die ersten an die DVS abgegeben worden. Als letzter Superwal wurde dort D-1761 Rügen im Januar 1937 außer Dienst gestellt.
Ein weiterer Superwal war zeitweise auch im Dienst der Lufthansa: der im März 1928 bei der Severa in Dienst gekommene R4-Nas-Superwal D-1337 Pottwal mit 525-PS-Napier-Lion-Motoren.
1929 wurden noch zwei R4-Cas-Superwale mit 550 PS starken Pratt & Whitney-Hornet-Motoren gebaut und per Schiff teilzerlegt in die USA geliefert. In Philadelphia montiert, sollten sie bei der Stout D&C Air Lines auf den Großen Seen zum Einsatz kommen. Ständige Motorenprobleme verhinderten den Einsatz; das weitere Schicksal der Maschinen ist unbekannt.

Im Juli 1928 stellte auch der Dornier-Lizenznehmer CASA in Spanien eine R4 Nas Superwal mit Napier-Lion-Motoren fertig, die als M-MWAN W-13 Numancia an die spanische Luftwaffe geliefert wurde. Der Versuch einer Erdumrundung mit dem Superwal durch Ramón Franco scheiterte am 1. August 1928 schon nahe Kap Santa Maria in Portugal, als Probleme mit den hinteren Motoren eine Notlandung erzwangen. Als Besatzung waren Julio Ruiz de Alda Miqueleiz und Pablo Rada an Bord, die mit Ramón Franco Anfang 1926 mit der Do J Plus Ultra von Palos de la Frontera über den Südatlantik bis nach Buenos Aires geflogen waren. Als Navigator war Eduardo Gonzales Gallarza hinzugekommen, der 1926 einen Flug von Spanien nach Manila durchgeführt hatte. Der in Spanien weitgehend aus deutschen Teilen montierte Superwal wurde 1932 nach einer Bruchlandung außer Dienst gestellt.

## Technische Daten
| Kenngröße                  | Daten der Do R2 Ras                                                    | Daten der Do R4 Sas                                                     | Daten der Do R4 Gas                                                           |
| -------------------------- | ---------------------------------------------------------------------- | ----------------------------------------------------------------------- | ----------------------------------------------------------------------------- |
| Besatzung                  | 4                                                                      | 4                                                                       | 4                                                                             |
| Passagiere                 | 19–21                                                                  | 19                                                                      | 20–23                                                                         |
| Länge                      | 24,60 m                                                                | 24,60 m                                                                 | 24,60 m                                                                       |
| Höhe                       | 5,30 m                                                                 | 6,00 m                                                                  | 5,30 m                                                                        |
| Spannweite                 | 28,60 m                                                                | 28,60 m                                                                 | 28,60 m                                                                       |
| Flügelfläche               | 143,0 m²                                                               | 137 m²                                                                  | 140,6 m²                                                                      |
| Rüstmasse                  | 6.770 kg                                                               | 9.850 kg                                                                | 7.550 kg                                                                      |
| Startmasse                 | 10.500 kg                                                              | 14.000 kg                                                               | 12.000 kg                                                                     |
| Höchstgeschwindigkeit      | 180 km/h                                                               | 180 km/h                                                                | 215 km/h                                                                      |
| Landegeschwindigkeit       | 90 km/h                                                                |                                                                         | 110 km/h                                                                      |
| Steigzeit auf 2.000 m Höhe | 25 min                                                                 |                                                                         | 31 min                                                                        |
| Dienstgipfelhöhe           | 3.200 m                                                                | 2.000 m                                                                 | 3.500 m                                                                       |
| Reichweite                 | 2.000 km                                                               |                                                                         | 1.500 km                                                                      |
| Triebwerke                 | 2 × V-Motoren Rolls-Royce Condor III, je 720 PS (530 kW) Startleistung | 4 × Sternmotoren Siemens Jupiter VI U, je 530 PS (390 kW) Startleistung | 4 × Sternmotoren Gnome-Rhône Jupiter VI 9AK, je 520 PS (382 kW) Startleistung |
| Kraftstoffvorrat           | 3.540 l                                                                |                                                                         | 3.860 l                                                                       |